# Cristià Detlev Reventlow
Cristià Detlev Reventlow (en danès Christian Ditlev Reventlow) va néixer a Haderslev (Dinamarca) el 21 de juny de 1671 i va morir a Tølløsegård l'1 d'octubre de 1738. Era germà d'Anna Sofia Reventlow, reina consort de Dinamarca en estar casada amb el rei Frederic IV, i era fill del comte i canceller de Dinamarca Conrad de Reventlow (1644-1708) i d'Anna Margarida Gabel (1651-1678).
Va fer la carrera militar, i va lluitar amb les tropes daneses contra els francesos en la Guerra dels Nou Anys. El 1701 va ser enviat també al capdavant de les tropes daneses a lluitar contra els francesos a Itàlia en la Guerra de Successió Espanyola. Va estar al servei d'Eugeni de Savoia, i va haver de fer front als francesos en la batalla de Calcinato el 1706. Superats en nombre, i en contra del poder del general  Vendôme, Reventlow no tenia cap possibilitat d'èxit. El 1709 estava al comandament de les forces daneses a Scania a la Gran Guerra del Nord.
El març 1713 el rei Frederic IV el va nomenar president d'Altona (Hamburg). La ciutat havia estat saquejada pels suecs, i va haver de ser reconstruïda. La seva tasca consistia a supervisar el programa de reconstrucció. El 1732 va ser destituït com a president d'Altona després de la mort del seu cunyat, Frederic IV.

## Matrimoni i fills
Cristià Detlev es va casar amb Benedicta Margarida de Brockdorff (1678-1739), filla de Cai Bertran Brockdorff (1619-1689) i d'Hedwig Rantzau (1640-1678). D'aquest matrimoni en nasqué:
- Cristina (1711-1779), casada amb Frederic Carles de Schleswig-Holstein-Sonderburg-Plön (1706-1761).